# Goce Sedloski
Goce Sedloski (Macedonisch: Гоце Седлоски) (Golemo Konjari, 10 april 1974) is een voormalig Macedonische voetballer.

## Clubcarrière
Goce Sedloski speelde tussen 1994 en 2011 voor Pobeda Prilep, Hajduk Split, Sheffield Wednesday, Dinamo Zagreb, Vegalta Sendai, Diyarbakırspor en Mattersburg.

## Interlandcarrière
Sedloski debuteerde in 1996 in het Macedonisch nationaal elftal en speelde 100 interlands, waarin hij acht keer scoorde. Onder leiding van bondscoach Gjoko Hadžievski maakte hij zijn debuut voor de nationale ploeg op 27 maart 1996 in de vriendschappelijke thuiswedstrijd tegen Malta (1-0), net als Vlatko Gošev (FK Sileks), Toni Naumovski (FK Makedonija Gjorče Petrov), Risto Milosavov (CSKA Sofia), Srgjan Zaharievski (FK Sileks) en Argjend Beqiri (FK Sloga Jugomagnat). Sedloski is met deze 100 interlands recordinternational voor Macedonië.

## Trainerscarrière
Sedloski fungeerde in de zomer van 2012 als interim-bondscoach van het Macedonisch voetbalelftal na het vertrek van de Welshman John Toshack. Hij zat op de bank tijdens de vriendschappelijke thuisinterland op 15 augustus tegen Litouwen, die de Macedoniërs met 1-0 wonnen dankzij een treffer van Goran Pandev. Sedloski werd afgelost door Čedomir Janevski.